# 미들테네시 주립 대학교
미들테네시 주립대학교(Middle Tennessee State University, MTSU 또는 MT)는 테네시주 머프리즈버러에 있는 공립 대학교이다. 1911년에 일반 학교로 설립된 이 대학교는 8개의 학부 단과대학과 대학원 단과대학으로 구성되어 있으며, 35개 이상의 학과를 통해 300개 이상의 학위 프로그램을 제공한다. MTSU는 녹음 산업, 항공 우주, 음악 및 콘크리트 산업 관리 프로그램으로 가장 유명하다. 이 대학은 오크리지(Oak Ridge) 국립 연구소, 미 육군 및 미 해병대와 함께 연구 노력에 협력했다. 2009년에 미들테네시주립대학교는 포브스지가 선정한 미국 상위 100대 공립 대학교 중 하나로 선정되었다.
2017년 이전에 MTSU는 테네시 보드 오브 레전트(Tennessee Board of Regents)와 스테이트 유니버시티 앤드 커뮤니티 칼리지 시스템 오브 테네시(State University and Community College System of Tennessee)의 일부에 의해 관리되었다. 2017년에는 거버넌스가 기관 이사회로 이관되었다. MTSU는 서던 어소시에이션 오브 칼리지스 앤드 스쿨스 커미션 온 칼리지스(Southern Association of Colleges and Schools Commission on Colleges) 인증을 받았다. MTSU 육상 프로그램은 NCAA 디비전 I에서 컨퍼런스 USA의 회원으로 대학 간 경쟁을 벌이다.